# Steve Leo Beleck
Steve Leo Beleck A’Beka (* 10. Februar 1993 in Yaoundé) ist ein kamerunischer Fußballspieler auf der Position eines Stürmers.

## Karriere

### Die Zeit bei Panthrakikos
Nachdem Beleck bereits einige Zeit in der Jugend des griechischen Klubs Panthrakikos aktiv gewesen war und dort letztlich bis 2010 in der U-21-Mannschaft des Vereins gespielt hatte, kam er bereits zu Beginn der Saison 2009/10 in den Profikader des Klubs, der zu diesem Zeitpunkt gerade in der griechischen Super League aktiv war. Sein Profidebüt für den Klub aus Komotini gab er schließlich 16-jährig am 6. Januar 2010 bei einer 1:3-Auswärtsniederlage gegen Iraklis Thessaloniki, als er von Beginn an auf dem Rasen stand und in der 51. Spielminute durch die rote Karte dieses wiederum verwiesen wurde. Nach diesem Ausschluss in der 16. und dem daraus resultierenden Fernbleiben in der 17. Runde kam der gebürtige Kameruner ab der 18. Meisterschaftsrunde der Super League regelmäßig zu seinen Einsätzen und spielte stets über die volle Spieldauer durch.
Nachdem er zuvor bereits souverän in der Offensive der Mannschaft agierte, gelang ihm bei seinem erst dritten Meisterschaftseinsatz am 24. Januar 2010 gegen Skoda Xanthi eine Torvorlage, resultierend aus einem Schuss, die sein Teamkollege Fotios Papoulis in der 82. Spielminute zum 1:1-Endstand verwandelte. Seinen ersten Profiligatreffer erzielte Beleck am 13. Februar 2010, als er beim Spiel gegen AEK Athen in der 56. Minute nach einem Pass von Marcelo Goianira und einem darauf getätigten Sololauf zum 1:2-Anschlusstreffer einschoss. Auch in den nächsten beiden Runden erzielte Beleck alle drei Tore seiner Mannschaft und war dabei am 21. Februar 2010 beim 2:0-Erfolg über AE Larisa sogar als Doppeltorschütze erfolgreich. Nachdem er bereits in seinen ersten acht Ligapartien vier Tore erzielte und zwei weitere vorbereitete, verabschiedete er sich bei seinem letzten Meisterschaftsverein für Panthrakikos, einer 1:3-Auswärtsniederlage gegen Atromitos Athen, mit einem Treffer in der 30. Spielminute, der den 1:1-Ausgleich bescherte.

### Transfer zu Udinese Calcio
Zuvor wurde das junge Stürmertalent bereits kurz nach seinem Profidebüt von einigen Vereinen umworben. Darunter auch der englische Klub Tottenham Hotspur, bei dem es allerdings scheiterte ein Probetraining mit dem 17-Jährigen zu vereinbaren. Neben den Engländern hatten aber auch verschiedene griechische Klubs, wie z. B. Panathinaikos Athen, ihr Interesse an Beleck bekundet. Nachdem ein von den Verantwortlichen von Tottenham Hotspur geplanter Wechsel des Stürmers im Sommer 2010 nicht vollzogen wurde, wechselte Beleck im August 2010 in die italienische Serie A zu Udinese Calcio.
Schon zuvor machte sich Beleck, der als „starker und gutgebauter Stürmer“ bezeichnet wird, „der eine gute Technik, sowie einen guten Abschluss vor dem Tor besitzt“, in Testspielen von Udinese Calcio aufmerksam. Dabei erzielte er unter anderem in den ersten drei Partien zwei Treffer für die Nordostitaliener. Noch (Stand: 14. Oktober 2010) kam der gebürtige Kameruner nicht zu seinem Pflichtspieldebüt für Udinese Calcio, steht aber dennoch nur im Profikader des Vereins und wird in der Primavera-Mannschaft gar nicht aufgelistet.
Nach einigen Leihgeschäften (unter anderem zu AEK Athen und dem FC Watford) kehrte Beleck Anfang 2014 zu Udinese zurück. Für die Saison 2016/17 wurde er in die Türkei an den Istanbuler Zweitligisten Ümraniyespor ausgeliehen. Im Sommer 2017 wechselte er zum türkischen Zweitligisten Balıkesirspor und spielte hier bis Ende Dezember 2018. Anfang 2019 wurde er von diesem Verein erneut verpflichtet.

### Die Zeit in den Nachwuchsnationalteams
Erste Erfahrungen im internationalen Fußball sammelte Beleck unter anderem für die U-17-Nationalmannschaft seines Heimatlandes. Über die Anzahl seiner dortigen Einsätze oder über die Anzahl der erzielten Tore ist allerdings nichts bekannt. Im Jahre 2009 wurde er außerdem bereits in die U-20-Nationalmannschaft Kameruns einberufen, jedoch ist aber auch über seine dortigen Einsatzdaten nichts bekannt.